# 境界之詩 Tactics
《境界之詩 Tactics》是台灣遊戲開發商希娜科藝自行研發、營運的手機遊戲，玩法為棋盤回合式的策略角色扮演遊戲，於2014年東京電玩展中公開亮相後，經歷了一年的開發期，在2015年8月第二次封閉測試後公開測試。

## 遊戲玩法
遊戲的操作結合了戰略模擬、角色扮演及商城系統；在任務模式時，玩家操控角色與敵方戰鬥達成任務目標、獲取金幣及技能；在整備模式時，玩家除了選擇出擊角色外，還可以為角色裝備各種技能，使用遊戲金幣強化角色，或到商城抽取新的夥伴角色及技能。
本作基本上的每場戰鬥被設計在五分鐘內可以解決，考量到手機遊戲的節奏，傾向於把以往要玩三十分鐘的一大關，解構成許多的小關，讓玩家可以依照自己的時間分配來進行遊戲進度。如果一時覺得關卡的難度太高，或是剛好沒有培育適當屬性的角色，還可以從朋友那邊招換援軍過來，合力擊破關卡。

### 劇情系統
劇情上分成主線劇情與支線劇情，主線劇情糾結於艾爾巴蘭王國的戰亂，主角一行人為了抵抗外敵，遊走於大陸的故事；支線劇情為各腳色自身的回憶或是日常故事，境界之詩目前總劇情超過五十萬字，是個劇情帶入感很強烈的角色扮演遊戲。
劇情隨著主線任務延伸，會陸續更新主線任務與支線任務，每位夥伴角色都有自己的專屬劇情，像是兒時玩伴的夏綠蒂會與主人公一起調查隱藏的身世之謎、萬能女僕多莉也有一段不為人知的過去等等，各角色都各具特色，在培養角色的時候可以選擇比較喜愛的角色集中提升等級，隨著等級提升就能開啟各種隱藏專屬劇情。

## 背景故事
一個劍與魔法的世界，一塊戰雲密布的大陸；一群分裂的諸侯王，一個即將拯救世界的英雄。玩家扮演的主人公是一位貴族公子（或是大小姐），雖然是貴族出生但骨子卻是滿腔的冒險熱血，在偶然得知自己不是父母的親生子之後，毅然決然地放棄封地、爵位與繼承權，踏上了屬於自己的冒險，也是一場尋找自我的旅程。

## 已公開聲優
- 杉山紀彰 （路易士、賽希爾、葛羅佛、畢夏普、雷恩、瓦爾肯、丹特、薩尼奧、唐納修、阿道夫、蓋伊）
- 真堂圭 （第一王女艾莉絲、夏綠蒂、多莉、莉莉絲、莫妮卡、第二王女潔諾比雅、安娜、泳裝安娜、第五王女莫妮卡、年輕莉莉絲、瑞塔、泳裝瑞塔、潔諾比雅、梅、瑪格麗特、班傑明、史佳蕾、貝緹麗彩、法妮妲、櫻、綾女、夏綠蒂、妮娜、吉娜、多莉）
- 大橋步夕 （精靈姬蘿榭、南希、可可、第三王女雪倫、第四王女莉拉、禮服莉拉、吉兒、克麗絲汀娜、潔露莎、泳裝潔露莎、阿蘭、伊妲、林默娘、奧黛麗雅、卡潔兒、莎樂美、塔莉雅、馬歇爾、卡蘿、克里斯、瑟琳娜、凱蒂、茱莉亞、希爾妲）
- 荻原秀樹 （烏瑟、蓋瑞、泳裝蓋瑞、戰斧、亞伯特、西格蒙德、藍道夫、費奧多爾、拉爾夫）
- 沖佳苗 （蘇、布莉姬特、艾格妮絲、薇薇安、娜娜、聖誕娜娜、泳裝娜娜、安娜貝兒、梅紅私服、梅紅、馬格努斯）
- 結月美帆 （貝菈、夏洛克）
- 伊石真由 （艾凡緹絲、迦奈特）
- 荒浪和沙 （牡丹、瑪莉、妮蒂雅、愛格溫）
- 小泉豐 （哈特維希、馬丁）
- 持月玲依 （千早、芙蕾雅）
- 吉田小南美 （葛妮絲）
- 稻葉和彥
- 高尾奏音 （雲雲、可琳）
- 里咲芽生 （莎琳、菈法）
- 鳴海杏子 （伊爾芙）
- 須田勝也 （米諾奇）
- 森千晃 （璃珠）
- 彩藤唯央 （黛比、桃樂絲）
- 酒井和人 （葛列格、凱爾）
- 近藤玲奈 （卡莉絲塔）
- 北山恭祐 （馬克西姆）
- 大久保藍子 （阿莉希雅、緹亞）
- 藤田知美 （安卡）
- 松本夕紀 （希蕾妮）
- ??? （阿努）
- 真田侑 （齊格飛）
- 河西健吾 （陶德）
- 石上靜香（瓦倫娜）
- 佐佐木未來（希露微、阿娜壞）
- 山田奈都美（莉莉）
- Karei & ooo（可蕾）

## 外部連結
- [fb.sheena3d.com/ 遊戲官網]
- 境界之詩官方粉絲頁 （页面存档备份，存于）
- Google Play: 境界之詩 （页面存档备份，存于）